# JPX
A JPX do Brasil Ltda. foi uma empresa criada em 1992 pelo empresário Eike Batista com o objetivo de produzir no Brasil um jipe apto às atividades de mineração do seu conglomerado industrial e que também pudesse atender ao mercado nacional de veículos utilitários. A empresa, após buscar no mercado internacional por um modelo de jipe que pudesse ser fabricado no país sem grandes investimentos em desenvolvimento de produto, adquiriu na França a licença para produção do modelo A-3 da Auverland e passou a montar uma versão modificada do mesmo na cidade de Pouso Alegre, Minas Gerais, sob o nome comercial de JPX Montez.
Principal produto da empresa, o jipe Montez colocado no mercado a partir de 1994, era basicamente uma versão nacionalizada do modelo A-3, jipe utilizado pelo Exército Francês e por diversos outros órgãos governamentais franceses. A JPX utilizava na montagem do Montez várias peças oriundas de outros modelos de veículos nacionais para baratear os custos e facilitar a reposição mas o conjunto motriz era todo importado, composto inicialmente pelo motor Peugeot XUD-9A, caixa de câmbio Peugeot BA-7/5, caixa de transferência Auverland A-80, com eixos e diferenciais italianos da marca Carraro, modelo HS.
O jipe Montez, dotado de uma excelente suspensão, baseada no uso de molas helicoidais, possuía ótima performance no "fora de estrada" e, com isso, foi logo adotado pelo Exército Brasileiro visando substituir suas viaturas mais antigas, o que ampliou ainda mais a visibilidade do modelo no mercado interno.

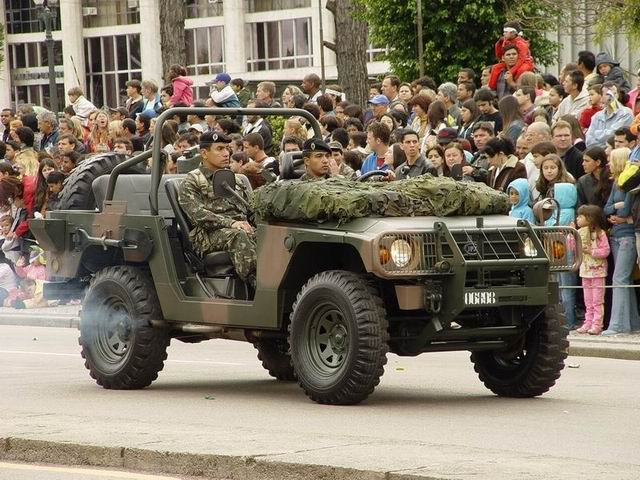
Jipe JPX Montez do Exército Brasileiro

A partir de 1995 foi introduzido no mercado o modelo Montez Pick-up, com carroceria de carga em madeira ou aço, destinada ao uso rural e por empresas que necessitassem de uma picape mais rústica, para trabalho pesado e em terrenos difíceis. O nível de conforto e acabamento dos veículos JPX eram bons e a concorrência, em seu nicho de mercado (utilitários fora de estrada), limitava-se à Toyota Bandeirante, tecnicamente inferior.

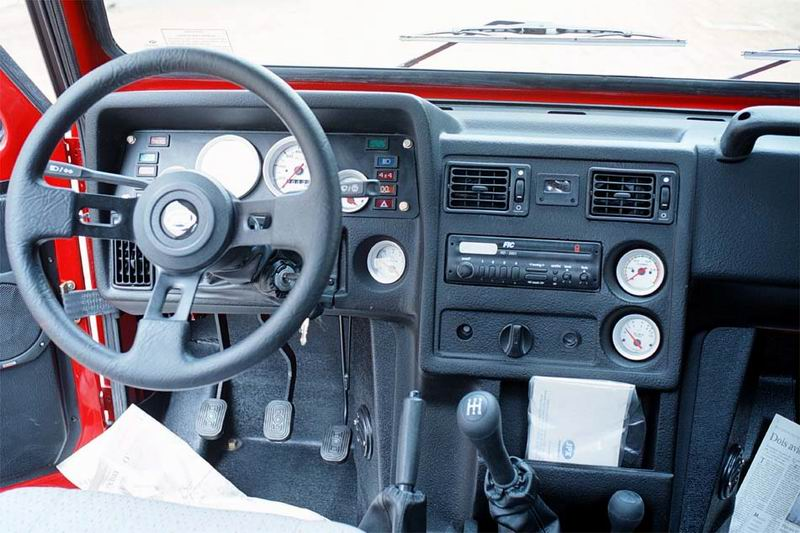
Painel de um JPX Montez.

O modelo tinha tudo para ser um sucesso de vendas no Brasil, país com uma malha rodoviária precária e muitas rodovias sem pavimentação, com terrenos propícios ao uso de um veículo 4x4, especialmente no interior. O fato é que a decisão de Eike Batista pela instalação da fábrica se baseou numa estimativa de vendas muito superestimada, que acabou nunca se concretizando. A fábrica, em todo o período que seguiu funcionando, nunca atingiu o volume de vendas planejado e os veículos ficavam acumulados no pátio, mesmo com o nível de produção estar muito abaixo da capacidade instalada. Tentativas foram feitas pela fábrica no sentido de exportar modelos militares de seus veículos para países do oriente médio e África, porém sem sucesso.
Problemas técnicos no sistema de arrefecimento do motor e o despreparo da rede de concessionários em lidar com eles fizeram com que o modelo logo fosse desacreditado no mercado. Com a queda nas vendas a crise interna se agravou e veio a decisão de paralisar as atividades em 1996 e, com ela, mais problemas surgiram, já que os fornecedores e concessionários começaram a ameaçar a empresa com medidas judiciais por quebra de contrato. Avaliando o ônus financeiro a ser gerado com a desativação da JPX, Eike Batista decidiu reestruturar as atividades da empresa e reiniciar a produção a partir de 1997, porém em volume bastante reduzido. Os resultados financeiros, entretanto, continuavam bastante aquém do esperado e, em 2001, a produção foi definitivamente encerrada, mesmo após o lançamento em 2000 de uma nova versão do jipe Montez, desta vez equipado com um motor Peugeot mais evoluído e dotado de intercooler. Estima-se que a produção total da JPX tenha atingido cerca de 2800 veículos.

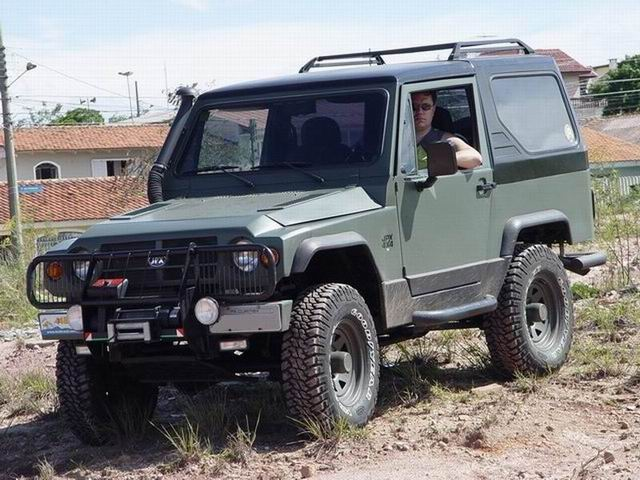
Jipe JPX Montez

Fato curioso na história da fábrica mineira é o projeto e desenvolvimento de um veículo de três rodas (na verdade um triciclo com uma pequena cabine) idêntico aos "tuk-tuk" muito usados na Ásia, em especial na Tailândia, que seria uma proposta da JPX para o mercado de veículos leves de entregas, a ser usado inicialmente numa das empresas do Grupo EBX que operava em São Paulo no mercado de encomendas expressas. No entanto, por dificuldades técnicas e de homologação, jamais foi colocado em produção. O único protótipo construído acabou destruído num acidente dentro da fábrica.
A fábrica da JPX do Brasil foi definitivamente fechada em 2002 após um longo período de inatividade. Segundo fontes ligadas à antiga fábrica, Eike Batista teria perdido o interesse pelo empreendimento em face dos prejuízos financeiros que se acumulavam. Ao contrário de muitos boatos que correram na época ela não faliu e tampouco teve problemas financeiros ou dívidas inadimplidas. Existiram sim problemas de imagem advindos dos problemas com os veículos e da postura pouco profissional da fábrica e de concessionários no atendimento aos clientes. Problemas de gestão na direção da fábrica também contribuíram para o desgosto de Eike Batista e para sua decisão final de encerrar o empreendimento. Estima-se que o prejuízo absorvido pelo empresário Eike Batista com a JPX do Brasil tenha superado os US$ 40 milhões.  